# Ilay Madmon
Ilay Madmon (hebreo: איליי מדמון; Ein HaBesor, Israel, 23 de febrero de 2003) es un futbolista israelí que juega como centrocampista en el Maccabi Petah-Tikvah F. C. de la Liga Premier de Israel.

## Primeros años
Nació en moshav Ein HaBesor, Israel, en una familia de judío mizrají (judío yemení) y descendencia de judío sefardí. Su padre, Moshe Madmoun, proviene de una familia agrícola local que se especializa principalmente en el cultivo de tomates.
También tiene pasaporte español, lo que facilita el paso a ciertas ligas de fútbol europeas.

## Trayectoria
Hizo su debut en la Liga Premier de Israel con el Hapoel Be'er Sheva el 4 de julio de 2020, así como en la alineación inicial contra el Hapoel Haifa F. C., en un partido en casa que terminó en una victoria por 3-1 para su equipo.
Hizo su debut en la Liga Europa de la UEFA 2020-21 contra el Bayer Leverkusen el 26 de noviembre de 2020, entrando como suplente en el minuto 81 'en la derrota a domicilio por 1-4 para su equipo israelí.

## Selección nacional
Desde 2021 juega y es capitán de la selección sub-19 de Israel durante las primeras eliminatorias del Campeonato Europeo de la UEFA Sub-19 2022 y hasta la final contra Inglaterra sub-19 el 1 de julio de 2022. También marcó contra Austria sub-19 durante la fase de grupos. Gracias a eso, Israel sub-19 también se clasificó para la Copa Mundial de Fútbol Sub-20 de 2023.

## Estadísticas

### Clubes
Actualizado al último partido disputado el 5 de mayo de 2023.
| Club                        | Div.          | Temporada     | Liga  | Liga  | Liga   | Copas nacionales | Copas nacionales | Copas nacionales | Copas internacionales | Copas internacionales | Copas internacionales | Total | Total | Total  |
| Club                        | Div.          | Temporada     | Part. | Goles | Asist. | Part.            | Goles            | Asist.           | Part.                 | Goles                 | Asist.                | Part. | Goles | Asist. |
| --------------------------- | ------------- | ------------- | ----- | ----- | ------ | ---------------- | ---------------- | ---------------- | --------------------- | --------------------- | --------------------- | ----- | ----- | ------ |
| Hapoel Be'er Sheva Israel   | 1.ª           | 2019-20       | 3     | 0     | 0      | 2                | 0                | 0                | —                     | —                     | —                     | 5     | 0     | 0      |
| Hapoel Be'er Sheva Israel   | 1.ª           | 2020-21       | 18    | 0     | 0      | 2                | 0                | 0                | 3                     | 0                     | 0                     | 23    | 0     | 0      |
| Hapoel Be'er Sheva Israel   | 1.ª           | 2021-22       | 0     | 0     | 0      | 2                | 0                | 0                | 0                     | 0                     | 0                     | 2     | 0     | 0      |
| Bnei Yehuda Tel Aviv Israel | 2.ª           | 2021-22       | 34    | 2     | 0      | 3                | 1                | 0                | —                     | —                     | —                     | 37    | 3     | 0      |
| Bnei Yehuda Tel Aviv Israel | Total club    | Total club    | 34    | 2     | 0      | 3                | 1                | 0                | 0                     | 0                     | 0                     | 37    | 3     | 0      |
| Hapoel Be'er Sheva Israel   | 1.ª           | 2022-23       | 2     | 0     | 0      | 0                | 0                | 0                | 2                     | 0                     | 0                     | 4     | 0     | 0      |
| Hapoel Be'er Sheva Israel   | Total club    | Total club    | 23    | 0     | 0      | 6                | 0                | 0                | 5                     | 0                     | 0                     | 34    | 0     | 0      |
| Beitar Jerusalén Israel     | 2.ª           | 2022-23       | 21    | 1     | 0      | 7                | 0                | 0                | —                     | —                     | —                     | 28    | 1     | 0      |
| Beitar Jerusalén Israel     | Total club    | Total club    | 21    | 1     | 0      | 7                | 0                | 0                | 0                     | 0                     | 0                     | 28    | 1     | 0      |
| Total carrera               | Total carrera | Total carrera | 78    | 3     | 0      | 16               | 1                | 0                | 5                     | 0                     | 0                     | 99    | 4     | 0      |